# Atroxima
Atroxima es un género de plantas con flores perteneciente a la familia  Polygalaceae. Comprende seis especies.

## Especies seleccionadas
- Atroxima afzeliana
- Atroxima congolana
- Atroxima grossweileri
- Atroxima liberica
- Atroxima macrostachya
- Atroxima zenkeri

- Datos: Q2869829
- Multimedia: Atroxima / Q2869829
- Especies: Atroxima